# Piet van Katwijk
Pieter Gerardus "Piet" Van Katwijk (Oploo, 27 de febrero de 1950-24 de febrero de 2025) fue un ciclista neerlandés que estuvo activo entre 1969 y 1983. Compitió en los Juegos Olímpicos de Múnich 1972, acabando en undécimo puesto en la prueba de ruta.
Sus hermanos Jan y Fons y su sobrino Alain era también ciclistas profesionales.

## Palmarés
| 1970 - 1 etapa del Tour de Olympia 1971 - 2 etapas del Tour de Olympia - Omloop van de Baronie - 1 etapa de la Vuelta de la Juventud Mexicana 1972 - 2 etapas de la Vuelta a Austria - 1 etapa del Tour de Olympia - 1 etapa del Omloop van Zeeuws-Vlaanderen. - 1 etapa del Tour de Limburgo 1973 - Vuelta a Gran Bretaña, más 4 etapas - Vuelta a Holanda Septentrional - Ronde van Gelderland 1974 - Acht van Chaam 1975 - Grote CPC-Prijs - Criterium de Steenwijk 1976 - Valkenswaard - 1 etapa de la Vuelta a Bélgica - 1 etapa de la Vuelta a Suiza - Obbicht | 1977 - 1 etapa en la Vuelta a los Países Bajos - 1 etapa del Tour de Luxemburgo - Pijnakker - Hengelo - Omloop van Oost-Vlaanderen - Profronde van Pijnacker 1978 - Gran Premio de Raleigh - Ulvenhout - 1 etapa de la Zes van Rijn & Gouwe 1979 - 1 etapa del Tour d'Indre-et-Loire - 1 etapa de la Zes van Rijn & Gouwe - Tres Días de Flandes Occidental - Echt 1980 - 1º en Den Bosch - 2 etapa de la Zes van Rijn & Gouwe 1981 - Dorpenomloop door Drenthe 1982 - 1 etapa de la Zes van Rijn & Gouwe - Ossendrecht 1983 - 1 etapa de la Zes van Rijn & Gouwe |